# Pokrownik
Pokrownik (bułg. Покровник) – wieś w Bułgarii, w obwodzie Błagojewgrad, w gminie Błagojewgrad. Według danych szacunkowych Ujednoliconego Systemu Ewidencji Ludności oraz Usług Administracyjnych dla Ludności, 15 grudnia 2018 roku miejscowość liczyła 909 mieszkańców.

## Osoby związane z miejscowością
- Metodi Aleksiew (1887–1924) – bułgarski rewolucjonista
- Dimityr Kosztanow (1879–1915) – bułgarski polityk, tłumacz, rewolucjonista
- Stojczo Chadżiew (1880–1924) – bułgarski rewolucjonista, wojewoda WMORO